# Siergiej Prichod´ko
Siergiej Prichod´ko, ros. Сергей Эдуардович Приходько (ur. 12 stycznia 1957 w Moskwie, zm. 26 stycznia 2021 tamże) – rosyjski polityk, wicepremier Rosji, kierownik Aparatu Rządowego.
Ukończył studia z zakresu stosunków międzynarodowych, pracował w dyplomacji. Od 22 maja 2013 był wicepremierem, odpowiedzialnym za sprawne funkcjonowanie administracji rządowej.
Pochowany na Cmentarzu Trojekurowskim w Moskwie.